# 仙台市立向陽台中学校
仙台市立向陽台中学校（せんだいしりつ こうようだいちゅうがっこう）は、宮城県仙台市泉区市名坂字天神坂にある公立中学校。

## 概要
向陽台団地やいずみニュータウンが開発されて既存の七北田中学校の生徒数が急増し、手狭になったために向陽台地区に新たに中学校を増設することとなり、開校した。

## 沿革
- 1980年（昭和55年）4月1日 - 泉市立七北田中学校より分離、泉市立向陽台中学校として開校。
- 1986年（昭和61年）4月1日 - 富谷町立東向陽台中学校（現・富谷市立）が分離開校。
- 1988年（昭和63年）3月1日 - 仙台市立向陽台中学校に名称変更。
- 1994年（平成6年）4月1日 - 仙台市立松陵中学校が分離開校。

## 学区
仙台市立向陽台小学校全域

## 部活動
- 運動部
  - 陸上、野球、サッカー、ソフトテニス、バスケットボール、バレーボール、バドミントン、剣道
- 文化部      
  - 吹奏楽、美術、科学
- 季節部
  - 駅伝、水泳、スキー

## 著名な出身者
- 木村梨七（陸上競技選手）
- 西山貴永（サッカー選手）
- 濱名真央（サッカー選手）
- 岩渕寛大　(野球選手)